# Liste der Monuments historiques in Chazé-sur-Argos
Die Liste der Monuments historiques in Chazé-sur-Argos führt die Monuments historiques in der französischen Gemeinde Chazé-sur-Argos auf.

## Liste der Bauwerke
| Bezeichnung       | Beschreibung                       | Standort | Kennzeichnung | Schutzstatus | Datum | Bild           |
| ----------------- | ---------------------------------- | -------- | ------------- | ------------ | ----- | -------------- |
| Château du Raguin | Schloss, erbaut im 17. Jahrhundert | (Lage)   | PA00109038    | Inscrit      | 1992  | weitere Bilder |

## Liste der Objekte
| Bezeichnung  | Beschreibung             | Standort                        | Kennzeichnung | Schutzstatus | Datum | Bild |
| ------------ | ------------------------ | ------------------------------- | ------------- | ------------ | ----- | ---- |
| Glocke Nr. 2 | Bronze, 1802/03 gegossen | in der Kirche St-Sulpice (Lage) | PM49004463    | Inscrit      | 1995  |      |